# Villar-d'Arêne

Villar-d'Arêne este o comună în departamentul Hautes-Alpes, Franța. În 1 ianuarie 2022 avea o populație de 290 de locuitori.